# チュッピー
チュッピーは、日本のマスコットキャラクターの一つ。岡山県総社市のキャラクター。

## プロフィール
- 生誕地：岡山県総社市
- 誕生日：ネズミ年8月26日[1]
- 年齢：不詳（赤ちゃん）[1]
- 性格：人並み以上の自立心とチャレンジ精神[1]
- チャームポイント：頭には輝く王冠、ハートのしっぽ、真っ白なおむつ[1]
- 得意技：チュッピーchu[1]

## デザイン
2008年、子どもたちみんなの幸せのために取り組む「子育て王国そうじゃ」のマスコットとして誕生。
同市出身の水墨画家・禅僧の雪舟が幼いころに涙で描いたネズミの絵の逸話にちなんでおり、また十二支の「子（ネズミ）」の字が「子ども」に通じることから、子育て施策の推進のためにデザインされた。名前は一般公募により、ネズミと幸せ（ハッピー）との組み合わせで決定した。

## 沿革

### 2008年
- 「子育て王国そうじゃ」のロゴマークとして一般公募により選定され、一般公募により命名。[4]

### 2009年
- イメージソング「チュッピーDEハッピー[5]」（制作：「子育て王国そうじゃ」まちづくり実行委員会）。運動会や地域のお祭りなどの行事で活用することを目的に歌と振り付けをセットにしたCD&DVDを製作し、市内の幼稚園、保育園、小中学校に配布[6]。

### 2013年~2016年（ゆるキャラグランプリ出馬）
- 2013年　第3回ゆるキャラグランプリにエントリー。総合順位67位[7]。岡山県内では1位（以下2016年まで）。

- 2014年　第4回ゆるキャラグランプリにエントリー。総合順位29位[8]。
- 同年、倉敷市の遊園地・鷲羽山ハイランドの公式キャラクター「チューピー」と名前が似ていることから話題に。総社市内の関連行事で初対面し、チューピーから果たし状ならぬ「アミーゴ状」が差し出され、早期和解となる[9]。

- 2015年　第5回ゆるキャラグランプリにエントリー。総合順位15位[10]。

- 2016年　第6回ゆるキャラグランプリにエントリー。「グランプリを取れなければ引退」と公約を掲げ選挙活動に挑む[1][11]。総合順位3位[12]。以後、ゆるキャラグランプリから引退し、市内の活動に主力を移す[11][13]。

### 2019年
- 市民の郷土愛の醸成と活力あるまちづくりを目的に「総社市イメージキャラクター条例」制定。
- 総社商工会議所企画「パンわーるど総社」PR大使に就任[14]。

### 2020年
- 新型コロナウイルス感染症対策によって結婚式の自粛・縮小の状況を鑑み、結婚した人、結婚予定者や式の中止・延期となった人など全国を対象にウェディングカードを贈呈[15]。2021年も続行中。
- ファンクラブがスタート[16]。入会金・年会費無料。

### 2021年
- 総社市のイメージアップとサンリオ（東京）のシティープロモーション事業（キャラクターを起用した自治体、地方創生事業の取り組み）とが合致し、サンリオの人気キャラクター「ハローキティ」とコラボ[17]。

## 関連商品
一例のみ紹介。いずれも総社市のふるさと納税返礼品になっている。※（）内は発売年。
- クッキー（2009年）…市内のNPO団体と岡山県立大学の共同開発により、品質の高い地産地消産品として開発[18]。

- ポロシャツ（2011年）…チュッピーの普及・宣伝のため、クールビズにあわせて市職員が着用（後に一般販売）[19]。
- チュッピーウォーター（2017年）…総社市の天然水のPRのために製造されたナチュラルミネラルウォーター[20]。保存期間は5年間で、防災備蓄用にも使用されている。

- 焼どうなつ（2018年）…市内の老舗和菓子店が製造販売[21]。チュッピーブランド第1号に認定。

- ぬいぐるみ（2020年）…市内の福祉事業所が企画販売[22]。
- エコバッグ（2020年）…市内のアパレル業者が企画販売。